# Argentières
Argentières is een gemeente in het Franse departement Seine-et-Marne (regio Île-de-France) en telt 361 inwoners (2004). De plaats maakt deel uit van het arrondissement Melun.

## Geografie
De oppervlakte van Argentières bedraagt 2,6 km², de bevolkingsdichtheid is 138,8 inwoners per km².
De onderstaande kaart toont de ligging van Argentières met de belangrijkste infrastructuur en aangrenzende gemeenten.

## Demografie
Onderstaande figuur toont het verloop van het inwonertal (bron: INSEE-tellingen).